# Graciele Herrmann
Graciele Herrmann   (Pelotas, 1 de gener de 1992) és una nedadora brasilera que va competir als Jocs Olímpics de Londres 2012.

## Biografia
Als Jocs Panamericans de 2011 en Guadalajara, Herrmann ha guanyat dues medalles de plata en els 50 metres lliure, i en el 4 × 100 m estil lliure.
Als Jocs Olímpics de Londres 2012, va acabar 22a en els 50m lliure.
Al Campionat Mundial de Natació de 2013 a Barcelona, en els 4 × 100 m lliure, ella va trencar el rècord sud-americà, amb un temps de 3m41s05, juntament amb Larissa Oliveira, Daynara de Paula i Alessandra Marchioro. L'equip brasiler va acabar en el lloc 11, i no va avançar a la final. Ella també va acabar 18 en els 50m lliure.
Als Jocs Sud-americans de 2014 a Santiago, Xile, va guanyar dues medalles d'or en els 50 metres i 4x100 metres lliure (trencar el rècord de la competició en les dues carreres) i una medalla de plata en els 100 m lliure.
Al Trofeu Maria Lenk 2014, en São Paulo, Herrmann va igualar el rècord sud-americà en els 50 m lliure, amb un temps de 24s76, obrint el relleu 4x50m lliure del seu club.
Al Campionat Pan-Pacífic de Natació de 2014 de Gold Coast, Austràlia, Herrmann va acabar cinquè en els 4x100 m lliure, juntament amb Daynara de Paula, Etiene Medeiros i Alessandra Marchioro; cinquè en els 4x100 m Medley, juntament amb Daynara de Paula, Ana Carvalho i Etiene Medeiros; cinquè en els 50 m lliure; i 11 en els 100 m lliure.
Als Jocs Panamericans de 2015 en Toronto, Herrmann va guanyar una medalla de bronze en els 4 × 100 metres lliure, trencant el rècord sud-americà, amb un temps de 3:37.39, juntament amb Larissa Oliveira, Etiene Medeiros i Daynara de Paula. Ella també va acabar sisè en els 100 metres lliure, i setè en els 50 metres lliure.
Al Campionat Mundial de Natació de 2015, a Kazan, va acabar 11º en els 4 × 100 metres lliure, 21 en els 50 metres lliurei 34 en els 100 metres lliure.